# Morten Jørgensen
Morten Jørgensen (Næstved, 23 juni 1985) is een Deens roeier. Jørgensen maakte zijn debuut tijdens de  Wereldkampioenschappen roeien 2006 met vierde plaats in de lichte-acht. Jørgensen deed voor de eerste maal mee aan de Olympische Zomerspelen 2008 en won toen de gouden medaille. Een jaar later won Jørgensen de zilveren medaille tijdens de Wereldkampioenschappen roeien 2009. Tijdens de Olympische Zomerspelen 2012 won de bronzen medaille in de lichte-vier-zonder-stuurman. Tijdens de Wereldkampioenschappen roeien 2013 en 2014 won Jørgensen de wereldtitel. Op de Olympische Zomerspelen 2016 won Jørgensen de zilveren medaille in de lichte-vier-zonder-stuurman.

## Resultaten
- Wereldkampioenschappen roeien 2006 in Eton 4e in de lichte-acht
- Wereldkampioenschappen roeien 2007 in München 6e in de lichte-vier-zonder-stuurman
- Olympische Zomerspelen 2008 in Peking  in de lichte-vier-zonder-stuurman
- Wereldkampioenschappen roeien 2009 in Poznań  in de lichte-vier-zonder-stuurman
- Wereldkampioenschappen roeien 2010 in Cambridge 9e in de lichte-vier-zonder-stuurman
- Wereldkampioenschappen roeien 2011 in Bled 5e in de lichte-vier-zonder-stuurman
- Olympische Zomerspelen 2012 in Londen  in de lichte-vier-zonder-stuurman
- Wereldkampioenschappen roeien 2013 in Chungju  in de lichte-vier-zonder-stuurman
- Wereldkampioenschappen roeien 2014 in Amsterdam  in de lichte-vier-zonder-stuurman
- Olympische Zomerspelen 2016 in Rio de Janeiro  in de lichte-vier-zonder-stuurman

1996: Victor Feddersen & Niels Henriksen & Thomas Poulsen & Eskild Ebbesen ·
2000: Laurent Porchier & Jean-Christophe Bette & Yves Hocdé & Xavier Dorfman ·
2004: Thor Kristensen & Thomas Ebert & Stephan Mølvig  & Eskild Ebbesen ·
2008: Mads Kruse Andersen & Eskild Ebbesen & Thomas Ebert & Morten Jørgensen·
2012: James Thompson & Matthew Brittain & John Smith & Sizwe Ndlovu ·
2016: Mario Gyr & Simon Niepmann & Simon Schürch & Lucas Tramèr